# Dixa christophersi
Dixa christophersi är en tvåvingeart som beskrevs av Edwards 1934. Dixa christophersi ingår i släktet Dixa och familjen u-myggor. Inga underarter finns listade i Catalogue of Life.